# Ken Kutaragi
Ken Kutaragi (久夛良木 健, Kutaragi Ken) (Koto, 2 augustus 1950) is een Japanse manager en voormalig topman van Sony Computer Entertainment. Hij wordt beschouwd als de "vader van de PlayStation" en was verantwoordelijk voor de ontwikkeling van de PlayStation 2, PlayStation Portable en PlayStation 3.

## Biografie
Kutaragi studeerde elektrotechniek aan de Denki Tsushin-Universiteit. Hij startte in 1975 als ingenieur bij het Japanse conglomeraat Sony. Hier ontwikkelde hij onder meer de geluidschip voor de Super Nintendo.
Nadat een overeenkomst tussen Sony en Nintendo voor het ontwikkelen van een cd-romstation mislukte, besloot Sony zijn eigen spelcomputer, de PlayStation, te ontwikkelen. Het systeem was gebaseerd op het werk van Kutaragi, waarmee het bedrijf met succes de gamingmarkt wist te betreden.
Kutaragi werd directeur van de nieuw opgerichte bedrijfsdivisie Sony Computer Entertainment en werkte hier aan de opvolgers PlayStation 2, PlayStation Portable en de PlayStation 3.
Na de tegenvallende lancering en verkoop van de PlayStation 3 verloor Sony zijn dominante marktpositie. Kutaragi's relatie met Howard Stringer, de nieuwe directeur van Sony, verliep moeizaam en hij moest zijn positie als directeur opgeven aan Kazuo Hirai. Kutaragi bleef dienen als technisch adviseur.
In april 2009 werd hij gasthoogleraar aan de Universiteit van Ritsumeikan.
Tijdens de Game Developers Conference in 2014 ontving Kutaragi de 'Lifetime Achievement Award' voor zijn werk aan de PlayStation.